# Money Machine
Albums de Bigelf
Hex
(2003)
Money Machine est le premier album studio du groupe de rock/metal progressif américain Bigelf.

## Liste des titres
| No | Titre                       | Durée |
| -- | --------------------------- | ----- |
| 1. | Money Machine               | 7:16  |
| 2. | Sellout                     | 5:05  |
| 3. | Neuropsychopathic Eye       | 4:22  |
| 4. | Side Effects                | 3:13  |
| 5. | (Another) Nervous Breakdown | 3:25  |
| 6. | Mindhender                  | 2:00  |
| 7. | Ironheel                    | 5:34  |
| 8. | Death Walks Behind You      | 5:05  |
| 9. | The Bitter End              | 5:20  |

## Composition du groupe
- Damon Fox -  clavier, voix et basse.
- A.H.M. Butler-Jones - voix et guitare
- Steve Frothingham alias Froth - batterie